# Aziz Daouda
Pour les articles homonymes, voir Daouda (homonymie).
Aziz Daouda est un athlète et entraineur marocain né à Rabat le 15 mai 1951. 

## Biographie
Après des études primaires, secondaires et universitaires à Rabat, en sa qualité d'athlète, il bénéficie d'une bourse d'études à l'Institutul de Educatia Fizica Bucuresti en Roumanie où il obtient le diplôme des études supérieures en éducation physique, spécialité athlétisme en 1977. Après un bref séjour au Maroc, il repart au Canada en 1980 où il poursuit des études à l'Université de Montréal en Sciences de l'activité physique - Msc Physiologie de l'effort.
De retour au Maroc, il est nommé à plusieurs postes de responsabilité en tant qu'enseignant universitaire à l'Institut Royal de la Formation des Cadres (IRFC) tels que directeur des études et cadre du ministère de la jeunesse et des sports, chef de service, chef de division et chargé de la direction des sports. Au sein du ministère, il initie et intervient sur plusieurs projets notoires d'infrastructure et d'organisation, en qualité de  coauteur de la première loi sur le sport et l'éducation physique promulguée au Maroc. 
Il participe à l'organisation des Jeux méditerranéens de 1983 et des Jeux panarabes de 1985 respectivement à Casablanca et à Rabat. Il est aussi directeur général des Jeux de la Paix en 1992, à Ifrane.
Il supervise par ailleurs en tant que coordonnateur général les championnats du monde de cross-country 1998 et, en tant que directeur général, les championnats du monde cadets d'athlétisme organisés à Marrakech en 2005, ville qui le voit également diriger le marathon international Grand Prix Hassan II pendant une dizaine d'années.
Après avoir occupé le poste de secrétaire général en 1979, il devient directeur technique à la Fédération Royale Marocaine d'Athlétisme à trois reprises et notamment de 1994 à 2006, avec une interruption de fin 2000 à début de 2003. En juin 2006, il quitte les commandes de l'athlétisme marocain pour être désigné quelques mois plus tard directeur technique de la confédération africaine d'athlétisme. En 2013 il reçoit de la fédération internationale d'athlétisme l'Ordre du mérite marocain pour sa contribution au développement de l'athlétisme.
Lors de sa carrière d'entraineur, Aziz Daouda entraîne aussi plusieurs personnalités de l'athlétisme dont Fatima El Faquir (son épouse), Saïd Aouita et Nezha Bidouane. Il est alors également manager de vedettes de l’athlétisme marocain et mondial avec lesquels il gagne plusieurs titres et records du monde dont Said Aouita,Hicham El Guerrouj, Nezha Bidouane, Jawad Gharib, Hasna Benhassi, Salah Hissou. Consultant à la fédération tunisienne d'athlétisme en 2009 — 2010, il collabore depuis 2009 en qualité de consultant à Radio Mars, une station marocaine spécialisée en sport comme il intervient à la chaine de télévision tunisienne Nessma.
Aziz Daouda est président de l'Olympique marocain section athlétisme, un club de Rabat fondé en 1919. Il est aussi membre de plusieurs associations caritatives. En 2015, il est élu au comité technique de l'IAAF.